# Brañosera
Brañosera és un municipi de la província de Palència a la comunitat autònoma de Castella i Lleó (Espanya). Comprèn les localitats de:
- Orbó
- Salcedillo
- Valberzoso
- Vallejo de Orbó

## Demografia
| 1991 | 1996 | 2001 | 2004 |
| ---- | ---- | ---- | ---- |
| 321  | 327  | 280  | 284  |

## Festes i tradicions
- La Mojonera, el 9 de setembre de cada nou anys. La penúltima va ser el 2009. L'última va ser el dia 8 de setembre del 2018.